# 川田侃
川田 侃（かわた ただし、1925年6月22日 - 2008年2月14日）は、日本の経済学者（国際経済学・国際関係論）。位階は従四位。勲等は勲二等。学位は経済学博士（東京大学）。東京大学名誉教授、上智大学名誉教授、日本学士院会員。
東京大学社会科学研究所研究員、東京大学教養学部助教授、東京大学経済学部教授、上智大学外国語学部教授、フェリス女学院大学教授などを歴任した。

## 来歴
1925年6月22日、栃木県栃木市生まれ。父の川田準一郎は東京帝国大学法科大学卒の弁護士。旧制東京高校、東京大学経済学部卒業。高校教諭を経て、国際経済学や国際関係論を専門とする経済学者となった。東京大学社会科学研究所研究員、東京大学教養学部助手・助教授、東京大学経済学部助教授・教授、上智大学外国語学部教授、フェリス女学院大学教授を歴任。のちに東京大学および上智大学名誉教授。
1997年（平成9年）12月12日日本学士院会員。1998年（平成10年）勲二等瑞宝章受章。2008年（平成20年）2月14日死去。叙従四位。

## 著書

### 単著
- 『国際関係概論』（東京大学出版会、1958年）
- 『經濟學講義』（東京大学出版会、1959年）
- 『世界経済入門』（東京大学出版会、1963年）
- 『帝国主義と権力政治』（東京大学出版会、1963年）
- 『現代国際経済論』（岩波書店、1967年）
- 『アジアの挑戦』（東京大学出版会［UP選書］、1969年）
- 『軍事経済と平和研究』（東京大学出版会、1969年）
- 『「小日本主義」のすすめ――平和のための経済学』（ダイヤモンド社、1972年）
- 『自立する第三世界と日本――現代における平和の構造』（日本経営出版会、1977年）
- 『国際関係の政治経済学』（日本放送出版協会、1980年）
- 『経済摩擦』（東京書籍、1982年）
- 『南北問題――経済的民族主義の潮流』（東京大学出版会［UP選書］、1983年）
- 『新・経済摩擦』（東京書籍、1986年）
- 『国際政治経済学をめざして』（御茶の水書房、1988年）
- 『国際政治経済を見る眼』（東京書籍、1991年）

### 共著
- （徐照彦）『現代国際社会と経済』（御茶の水書房、1983年）

### 共編著
- （三輪公忠）『現代国際関係論――新しい国際秩序を求めて』（東京大学出版会、1980年）
- （西川潤）『太平洋地域協力の展望』（早稲田大学出版部、1981年）
- （碓氷尊）『経済発展と技術移転――ラテンアメリカの工業化を中心に』（日本国際問題研究所、1983年）
- （石井摩耶子）『発展途上国の政治経済学』（東京書籍、1987年）
- （鶴見和子）『内発的発展論』（東京大学出版会、1989年）
- （大畠英樹）『国際政治経済辞典』（東京書籍、1993年／改訂版、2003年）

### 著作集
- 『国際学（全6巻）』（東京書籍、1996年－1998年）

1. 「国際関係研究」
2. 「権力政治研究」
3. 「平和研究」
4. 「南北問題研究」
5. 「国際経済研究」
6. 「国際政治経済研究」

## 栄典
勲二等瑞宝章
従四位